# بايت بانديت
بايت بانديت (بالإنجليزية: Byte Bandit)‏ هو فيروس بدء التشغيل أُنشئَ لحواسيب أميغا الشخصيَّة، ظهر لأوَّل مرة في عام 1988، يُصيب الأقراص المرنة (ذات مقاس 3.5 بوصات و 5.25 بوصات).

## الضرر
في البداية، يتحقق الفيروس مما إذا كان الجهاز قد أُعيد تشغيله مرتين وما إذا كان قد تسبب بـ«6» إصابات على الأقل، وإذا كان الأمر كذلك، فسيعد الفيروس تنازليًّا لمُدة 7 دقائق، وبعد ذلك تصبح شاشة الكمبيوتر سوداء وتتوقف أي مفاتيح أو اختصارات لوحة المفاتيح عن العمل (باستثناء بعض الاختصارات المُحدَّدة التي تُلغي عمل الفيروس، ولكن مع ذلك سيظل الفيروس موجودًا ونشطًا).